# Xã Mount Carmel, Quận Cavalier, Bắc Dakota
Xã Mount Carmel (tiếng Anh: Mount Carmel Township) là một xã thuộc quận Cavalier, tiểu bang Bắc Dakota, Hoa Kỳ. Năm 2010, dân số của xã này là 41 người.